# 山名熙之
山名 熙之（やまなひろゆき、生没年不詳）は、室町時代の人物。父は山名氏之、子に教之、官位は大膳大夫。
諱の｢熙｣の字は、父・氏之の従弟・義兄弟にあたる山名宗家当主・山名時熙の偏諱を受けたものと思われる。熙之は山名氏之の子息で本来ならば、伯耆守護を継承する立場にいたが、氏之は熙之ではなく、孫つまり熙之の子息である教之（当時はまだ幼く鶴房と名乗っていた）に家督を譲った。そのため、熙之は表舞台に出ることもなく没した。事実、熙之名義の発給文書は今のところ確認されておらず、熙之の人生は謎に包まれている。『光源院文書』所収「伯州山名代々次第」の注記には「霊光（氏之）息、無治世、自霊光禅栖（教之）へ家督」と記されている。没年・享年は共に不明、法名は「慈光院殿明遠瑞賢居士」。